# Suana (geslacht)
Suana is een geslacht van vlinders van de familie spinners (Lasiocampidae).

## Soorten
- S. concolor (Walker, 1855)
- S. riemsdyki Heylaerts, 1889
- S. zahmi Holloway & Bender, 1990